# Otus manadensis
Otus manadensis là một loài chim trong họ Strigidae.